# Odontocepheus villosus
Odontocepheus villosus är en kvalsterart som beskrevs av Sandór Mahunka 1987. Odontocepheus villosus ingår i släktet Odontocepheus och familjen Carabodidae. Inga underarter finns listade i Catalogue of Life.